# Typhlomangelia maldivica
Typhlomangelia maldivica é uma espécie de gastrópode do gênero Typhlomangelia, pertencente a família Borsoniidae.